# BABA TOSHIHIDE ALL TIME BEST 1996-2013 〜ロードショーのあのメロディ
『BABA TOSHIHIDE ALL TIME BEST 1996-2013 〜ロードショーのあのメロディ』は、馬場俊英の2枚目のベスト・アルバムである。2013年5月15日にリリースされた。

## 内容
- 馬場俊英のキャリア初となるオールタイムベストアルバムある。
- 未発表曲・新録音曲を含めた全28曲を収録。新曲3曲。

## 収録曲

### THEATER 1 - ROAD MOVIE
1. スタートライン -Album version-
7枚目のアルバムの『人生という名の列車』に収録
2. いつか君に追い風が
14枚目のシングル
3. 君の中の少年
7枚目のアルバムの『人生という名の列車』に収録
4. ボーイズ・オン・ザ・ラン -2002 version-
5枚目のアルバムの『鴨川』に収録
5. 向かい風は未来からの風
新曲
6. 青春ラジオ
8枚目のアルバムの『青春映画が好きだった』に収録
7. スニーカードリーマー
10枚目のアルバムの『HEARTBEAT RUSH』に収録
8. オセロゲーム -2013 version-
新曲
9. 平凡 -Edit version-
20枚目のシングル
10. 悲しみよ、明日の星になれ
10枚目のアルバムの『HEARTBEAT RUSH』に収録
11. 君はレースの途中のランナー -Single version-
12枚目のシングル
12. 働楽 〜ドウラク
12枚目のシングル
13. 勝利の風
18枚目のシングル
14. 弱い虫
22枚目のシングル

### THEATER 2 - LOVE STORY
1. ただ君を待つ
8枚目のアルバムの『青春映画が好きだった』に収録
2. 一瞬のトワイライト
10枚目のシングル
3. 三つ葉のクローバー
9年前にコブクロの小渕健太郎と共作曲した曲。本作で初CD化
4. 今日も君が好き -Album version-
7枚目のアルバムの『人生という名の列車』に収録
5. 小さな頃のように
12枚目のシングル
6. 世界中のアンサー -Single version-
15枚目のシングル
7. 明日の旅人〜Live at 大阪城野音＜Acoustic Circuit 2010＞2010.06.27〜
9枚目のアルバムの『延長戦を続ける大人たちへ』に収録
8. 君がくれた未来
15枚目のシングル
9. 二十年後の恋
9枚目のアルバムの『延長戦を続ける大人たちへ』に収録
10. 鴨川
5枚目のアルバムの『鴨川』に収録
11. 待ち合わせ
18枚目のシングル
12. 明日に咲く花
17枚目のシングル
13. 遠くで 近くで
7枚目のアルバムの『人生という名の列車』に収録
14. ロードショーのあのメロディ -2013 version-
新曲

### THEATER 3 - OUTTAKES (初回限定盤 DVD)
1. BABA TOSHIHIDE ALL TIME OUTTAKES 1996-2013 〜ダンボールの中のあのメロディ